# Alperen Bektaş
Alperen Bektaş (* 30. Juli 1998 in Erzurum) ist ein türkischer Fußballspieler.

## Karriere
Bektaş begann mit dem Vereinsfußball in der Nachwuchsabteilung von Büyükşehir Belediye Erzurumspor und wechselte 2014 in den Nachwuchs Trabzonspors. Drei Jahre später kehrte er dann zu BB Erzurumspor  zurück und erhielt 2018 hier einen Profivertrag. In der Zweitligapartie vom 3. Februar 2018 gegen Çaykur Rizespor hatte er sein Profidebüt. Mit seinem Verein wurde er in der Zweitligasaison 2017/18 Play-off-Sieger der TFF 1. Lig und stieg mit ihm in die Süper Lig auf.
Für die Rückrunde der Saison 2018/19 lieh ihn sein Verein an Sultanbeyli Belediyespor aus.

## Erfolge
- Play-off-Sieger der TFF 1. Lig und Aufstieg in die Süper Lig: 2017/18